# Ford Nucleon
Ford Nucleon – koncepcyjny samochód osobowy typu coupé amerykańskiej firmy Ford Motor Company o napędzie atomowym, zaprezentowany w roku 1958 jako model w skali 3:8. Autorzy projektu zakładali wymienność kapsuły z reaktorem atomowym w punktach obsługi kierowców. 
Projekt nie wyszedł poza fazę koncepcji, ponieważ w momencie jego powstania nie istniały technologie pozwalające na stworzenie małych rozmiarów reaktora atomowego, a w okresie późniejszym zaczęto zwracać większą uwagę na kwestie promieniowania i możliwości skażenia środowiska przez niedostateczną ochronę reaktora. Problematyczne było również właściwe wyważenie samochodu i jego właściwości jezdne.